# Projection privée
Pour plus de détails, voir Fiche technique et Distribution.
Projection privée est un film français réalisé par François Leterrier sorti en 1973.

## Synopsis
Un réalisateur engage une jeune actrice pour tourner un film inspiré d'un épisode de sa vie. Dix ans auparavant, la femme qu'il venait de quitter pour une autre est morte dans un mystérieux accident de voiture. Accident ou suicide ?

## Fiche technique
- Réalisateur : François Leterrier, assisté de Caroline Huppert
- Scénario : François Leterrier, Madeleine Chapsal et Bernard Revon
- Directeur de la photographie : Jean Badal
- Musique : Serge Gainsbourg et Jean-Claude Vannier
- Montage : Marie-Josèphe Yoyotte
- Format : couleur (Eastmancolor) - Son mono
- Production : Albina Productions (Paris)
- Pays :  France
- Genre : comédie dramatique
- Durée : 95 min
- Date de sortie :  France : 8 octobre 1973

## Distribution
- Françoise Fabian : Marthe / Eva
- Jean-Luc Bideau : Denis Mallet
- Jane Birkin : Kate / Hélène
- Bulle Ogier : Camille
- Jacques Weber : Philipe
- Barbara Laage : Madeleine
- Jean-François Gobbi : Samy
- Sabine Glaser : Sonia
- Élisabeth Huppert : la femme d'Eric
- Albert Simono : le voyageur